# Rik Van Looy

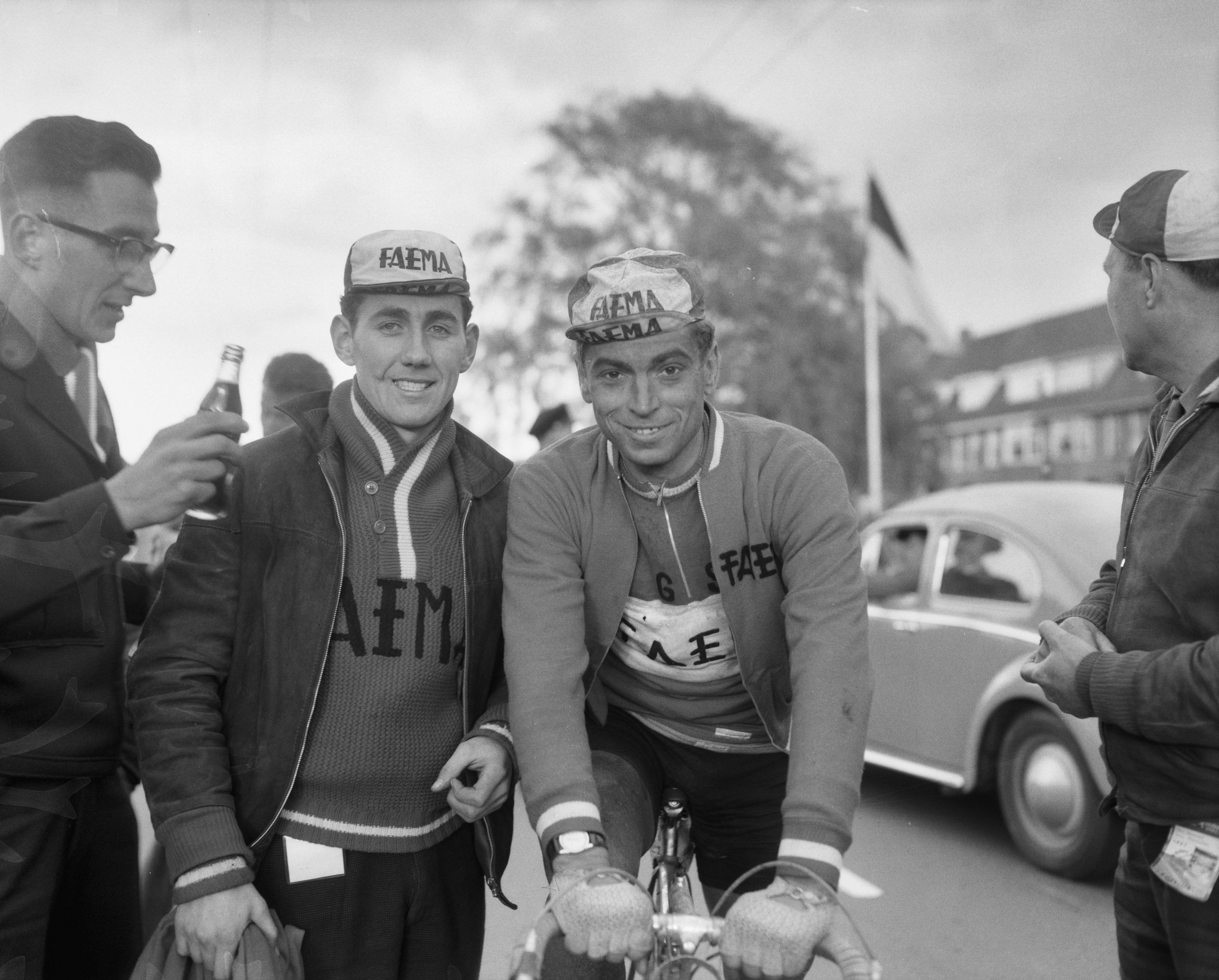
Van Looy 1956

Hendrik „Rik“ Van Looy (* 20. Dezember 1933 in Grobbendonk; † 17. Dezember 2024 in Herentals) war ein belgischer Radrennfahrer. Er war einer der erfolgreichsten Klassikerjäger.

## Sportliche Laufbahn
Van Looy begann mit 14 Jahren mit dem Radsport. Seine täglichen Touren für den väterlichen Metzgerladen mit dem Fahrrad dienten ihm dabei auch als Trainingsfahrten. Als Amateur nahm er am Straßenrennen der Olympischen Sommerspiele 1952 in Helsinki teil, konnte das Rennen nicht beenden, gewann aber mit der belgischen Auswahl die Mannschaftswertung.
Van Looy – auch „Rik II“ genannt zur Unterscheidung von dem älteren belgischen Radprofi Rik Van Steenbergen – konnte in seiner Karriere als Berufsfahrer von 1953 bis 1970 jedes einzelne der fünf „Monumente des Radsports“, der wichtigsten klassischen Eintagesrennen, gewinnen, was außer ihm nur Eddy Merckx und Roger De Vlaeminck gelang. Dreimal gewann er Paris–Roubaix, je zweimal die Flandern-Rundfahrt und Paris–Tours, sowie je einmal Mailand–Sanremo, Lüttich–Bastogne–Lüttich und die Lombardei-Rundfahrt. 1960 und 1961 entschied er die Straßen-Weltmeisterschaft für sich. 1956 und 1963 wurde er Zweiter. Van Looy erzielte sieben Tagessiege bei der Tour de France, zwölf beim Giro d’Italia und 18 bei der Vuelta a España. Insgesamt errang er im Laufe seiner Radsportkarriere 493 Siege, ein Rekord, der später nur noch von Eddy Merckx gebrochen wurde. Diese Erfolge trugen ihm den Beinamen L’Empereur de Herentals (Keizer van Herentals) ein; Herentals war sein Wohnort.

## Berufliches
Nach dem Ende seiner Laufbahn eröffnete er in der Nähe seines Heimatortes einen Reiterhof. Als das belgische Kultusministerium 1975 im Heimatort von Rik Van Looy ein Leistungszentrum für Radsport plante, sagte er sofort seine Unterstützung zu. Er selbst gab auch Kurse an dieser Einrichtung.
Rik Van Looy starb im Dezember 2024, drei Tage vor seinem 91. Geburtstag.

## Ehrungen

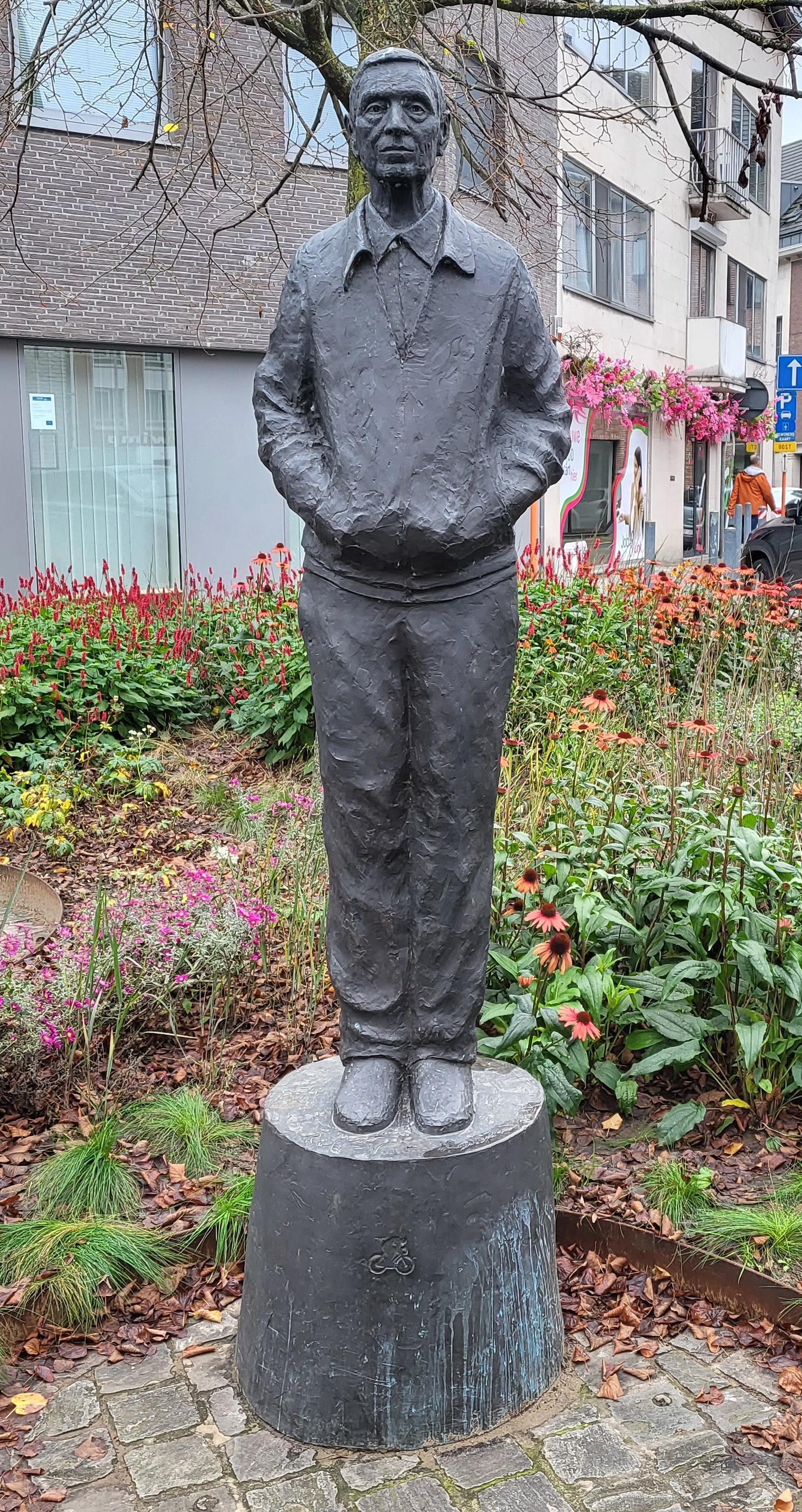
Standbild Van Looys in Herentals

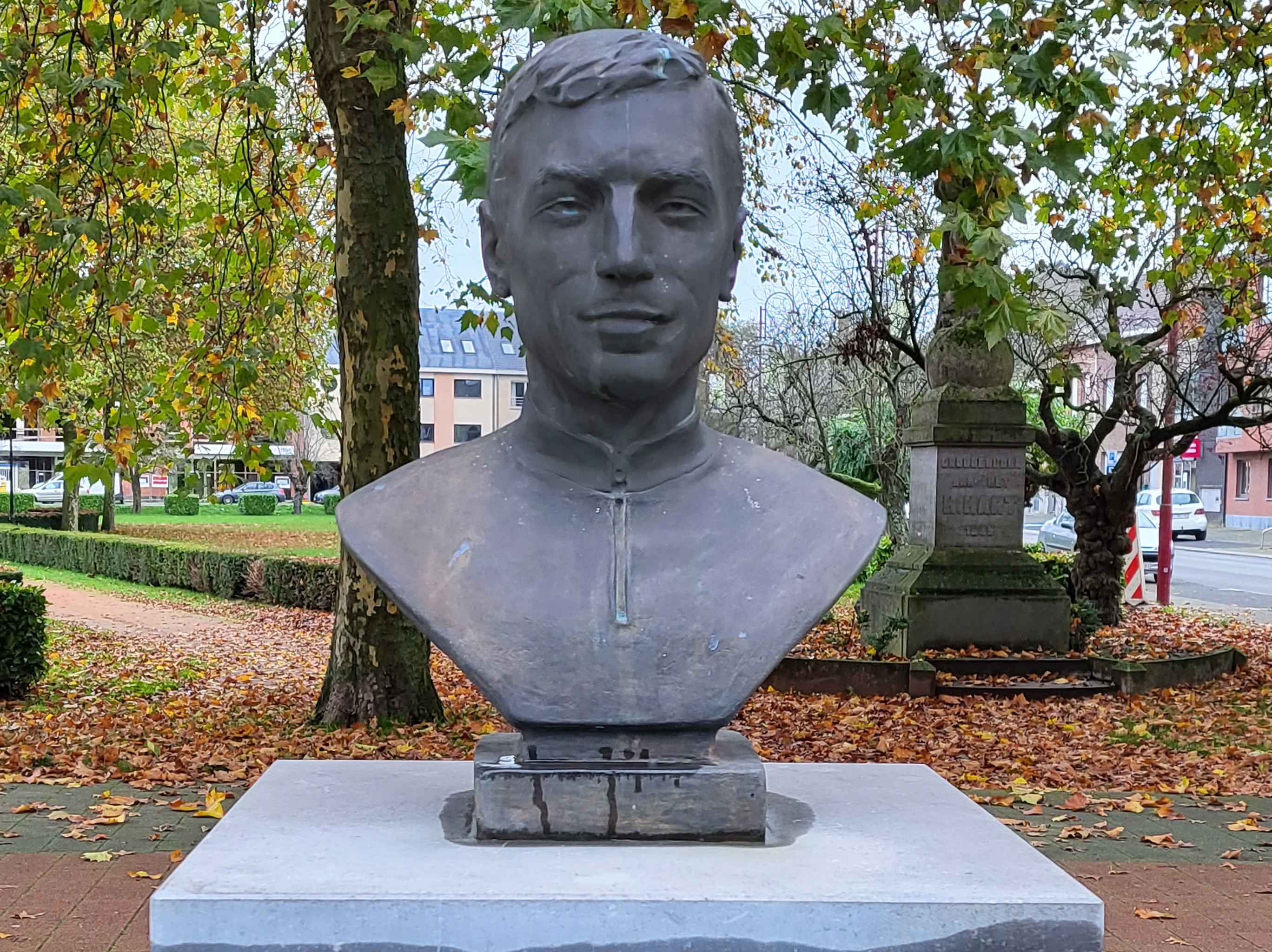
Büste Van Looys in Grobbendonk

Rik Van Looy ist Ehrenbürger seines Geburtsorts Grobbendonk wie auch seines Wohnortes Herentals. In Herentals wurde im August 2017 ein Denkmal von Van Looy (nach längerem Zureden) von ihm selbst enthüllt. 2018 wurde bekannt, dass ein Radrennen in seinem Geburtsort künftig seinen Namen tragen wird. In einem Interview aus diesem Anlass gab der 84-jährige an, dass er noch zwei bis drei Mal wöchentlich die 30 Kilometer lange Strecke nach Antwerpen und zurück mit dem Rad absolviere. Er werde zwar demnächst 85, aber auf einem Fahrrad merke man davon nicht viel. Im Juni 2021 wurde in seinem Geburtsort Grobbendonk eine Büste von Rik Van Looy enthüllt.
Im Laufe seiner Karriere und seines restlichen Lebens erhielt Rik Van Looy unter anderem folgende Auszeichnungen:
- Trophée Edmond Gentil: 1959[9]
- Belgischer nationaler Sportverdienstpreis: 1961[10]
- Gesamtwertung Prix de la combativité: Tour de France 1963[11]
- Prix de la combativité (8 Stufen): 4 in 1963, 1 in 1962, 1964, 1965 und 1966
- Schweizer AIOCC-Trophäe: 1982[12]
- Hall of Fame der UCI: 2002[13]
- Sportpersönlichkeit der Provinz Antwerpen: 2005[14]
- Ehrenbürger von Grobbendonk: 2012[15]

## Erfolge (Auswahl)
Van Looy ist der einzige Gewinner aller acht Klassiker, die zur Challenge Desgrange-Colombo gehörten, der ersten internationalen Jahreswertung im Straßenradsport.
Weltmeisterschaften
 Weltmeister 1960, 1961
Grand Tours
Tour de France: eine Etappe 1962, vier Etappen und  Punktewertung Tour de France 1963, zwei Etappen 1965, eine Etappe 1969
Giro d’Italia: vier Etappen 1959, drei Etappen und  Bergwertung 1960, drei Etappen 1961, zwei Etappen 1962
Vuelta a España: fünf Etappen 1958, vier Etappen und  Punktewertung 1959, eine Etappe 1964, acht Etappen und  Punktewertung 1965
Monumente des Radsports
Mailand–Sanremo 1958
Flandern-Rundfahrt 1959, 1962
Paris–Roubaix 1961, 1962, 1965
Lüttich–Bastogne–Lüttich 1961
Lombardei-Rundfahrt 1959
Andere Klassiker
Gent–Wevelgem 1956, 1957, 1962
Paris–Brüssel 1956, 1958
Paris–Tours 1959, 1967
E3 Harelbeke 1964, 1965, 1966, 1969
La Flèche Wallonne 1968
Paris–Brüssel 1956, 1958
Andere Etappenrennen
 Gesamtwertung Niederlande-Rundfahrt  1956, 1957
 Gesamtwertung Giro di Sardegna 1959, 1961, 1965
 Gesamtwertung Belgien-Rundfahrt 1958, 1963
 Gesamtwertung Paris–Luxemburg 1964
Andere Eintagesrennen
 Belgischer Meister – Straßenrennen 1958, 1963
Scheldeprijs 1956, 1957
Coppa Bernocchi 1958
Kampioenschap van Vlaanderen: 1959
Critérium des As 1961
Boucles de l’Aulne 1963, 1964
Classica Sarda 1965
Elfstedenronde 1965
Heistse Pijl 1953, 1969
 Olympisches Straßenrennen – Mannschaftswertung 1952
Bahnradsport
Sechstagerennen von Brüssel 1957, 1961
Sechstagerennen von Gent 1958, 1960, 1961
Berliner Sechstagerennen 1960, 1962
Sechstagerennen von Antwerpen 1961, 1962, 1969
Sechstagerennen Köln 1961
Sechstagerennen Dortmund 1962
 Belgische Meisterschaft – Zweier-Mannschaftsfahren (mit Patrick Sercu) 1969

### Statistiken
- Procyclingstats.com – Die meisten Siege aller Zeiten: 2. Platz (162 Siege)[16]
- Procyclingstats.com – Alle Zeiten Rangliste: 8. Platz[17]
- Memoire du Cyclisme – Die größten Radfahrer – 11. Platz[18]
- CyclingRanking Allzeit-Ranking – 12. Platz[19]
- UCI Top 100 – 16. Platz

## Wichtige Platzierungen
| Grand Tour            | 1954 | 1955 | 1956 | 1957 | 1958 | 1959 | 1960 | 1961 | 1962 | 1963 | 1964 | 1965 | 1966 | 1967 | 1968 | 1969 | 1970 |
| --------------------- | ---- | ---- | ---- | ---- | ---- | ---- | ---- | ---- | ---- | ---- | ---- | ---- | ---- | ---- | ---- | ---- | ---- |
| Vuelta a EspañaVuelta | –    | –    | –    | –    | DNF  | 3    | –    | –    | –    | –    | –    | 3    | –    | –    | –    | –    | –    |
| Giro d’ItaliaGiro     | –    | DNF  | –    | –    | –    | 4    | 11   | 7    | DNF  | –    | –    | –    | –    | DNF  | –    | –    | –    |
| Tour de FranceTour    | –    | –    | –    | –    | –    | –    | –    | –    | DNF  | 10   | DNF  | 31   | DNF  | DNF  | –    | DNF  | –    |

| Weltmeisterschaft   | 1954 | 1955 | 1956 | 1957 | 1958 | 1959 | 1960 | 1961 | 1962 | 1963 | 1964 | 1965 | 1966 | 1967 | 1968 | 1969 | 1970 |
| ------------------- | ---- | ---- | ---- | ---- | ---- | ---- | ---- | ---- | ---- | ---- | ---- | ---- | ---- | ---- | ---- | ---- | ---- |
| StraßenrennenStraße | DNF  | –    | 2    | 4    | DNF  | 38   | 1    | 1    | 30   | 2    | 32   | DNF  | –    | –    | 15   | 24   | –    |

| Monument                 | 1954 | 1955 | 1956 | 1957 | 1958 | 1959 | 1960 | 1961 | 1962 | 1963 | 1964 | 1965 | 1966 | 1967 | 1968 | 1969 | 1970 |
| ------------------------ | ---- | ---- | ---- | ---- | ---- | ---- | ---- | ---- | ---- | ---- | ---- | ---- | ---- | ---- | ---- | ---- | ---- |
| Mailand–Sanremo          | –    | –    | 52   | 74   | 1    | 35   | 6    | 2    | 14   | 71   | 4    | 41   | –    | 12   | 10   | 82   | –    |
| Flandern-Rundfahrt       | –    | –    | 11   | 17   | 10   | 1    | 3    | –    | 1    | 6    | 10   | 5    | 16   | 26   | 10   | –    | –    |
| Paris–Roubaix            | 11   | –    | 11   | –    | 3    | 4    | –    | 1    | 1    | 2    | 16   | 1    | 9    | 2    | –    | 22   | –    |
| Lüttich–Bastogne–Lüttich | –    | –    | 5    | –    | 10   | –    | 4    | 1    | 8    | –    | –    | –    | –    | –    | –    | –    | –    |
| Lombardei-Rundfahrt      | –    | –    | DSQ  | –    | 27   | 1    | 11   | –    | –    | –    | –    | –    | –    | –    | –    | –    | –    |